# Sivatherium

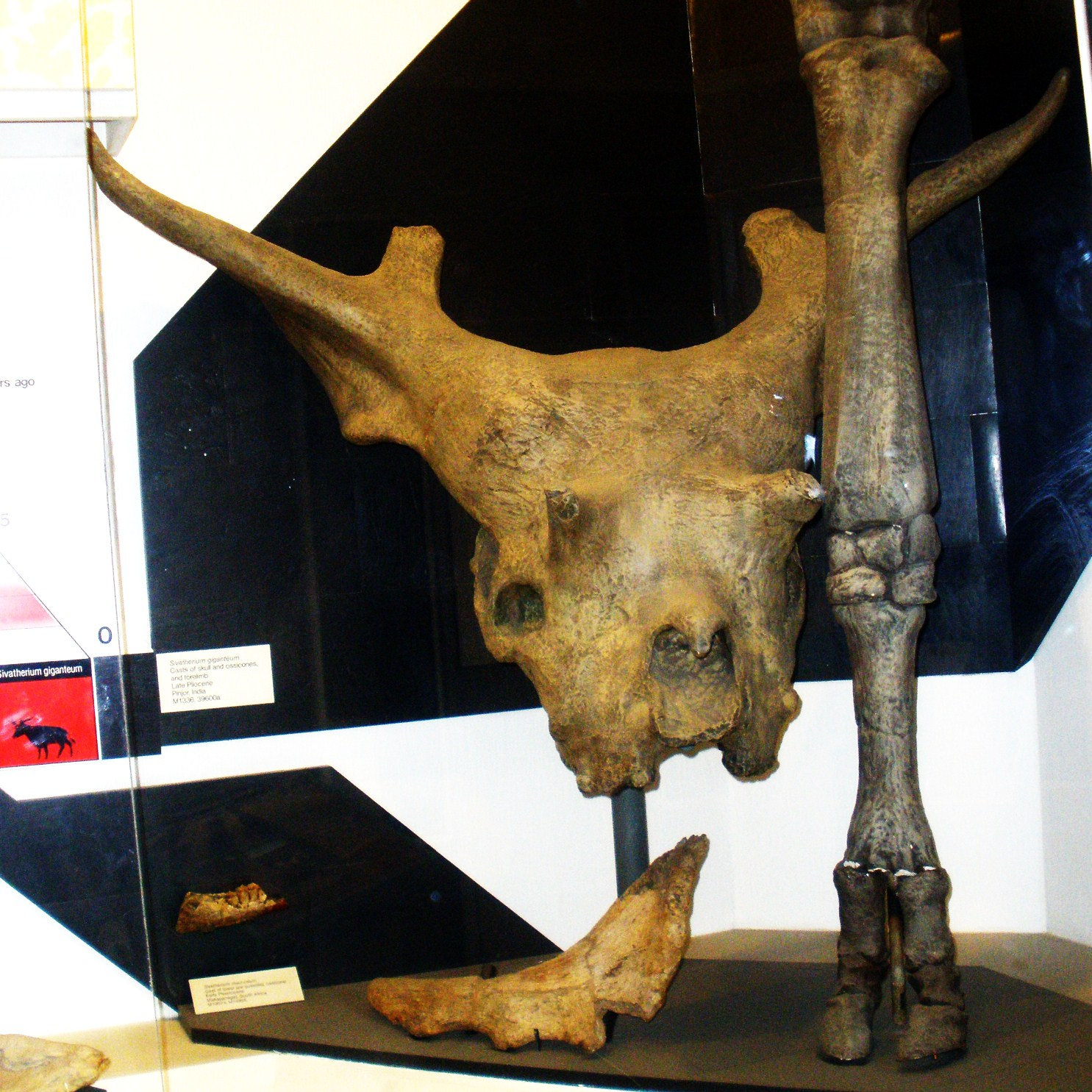
Lebka a kostra nohy sivatéria

Sivatherium ("zvíře boha Šivy") je rod vyhynulého žirafovitého sudokopytníka, vyskytujícího se období pliocénu a pleistocénu v pásu od Afriky až po Indii. Jde zřejmě o jednoho z největších přežvýkavců v historii. Jeho výška v kohoutku činila asi 2,2 metru, celková pak kolem 3 metrů. Hmotnost dosahovala asi 1250 kilogramů a nejspíš i více. Celkově se tento savec podobal okapi i žirafě, čemuž napomáhal pár výrazných růžků na temeni hlavy. Zároveň bylo ale sivatérium vybaveno také nápadnými parohy. Stavba těla byla mohutná, mnohem robustnější než u současného okapi. Sivatéria žila asi před 5 miliony až 10 tisíci lety, některé malby v poušti Sahara a v Indii však ukazují, že poslední zástupci mohli žít ještě před asi 8 tisíciletími. Vědecky byl tento rod popsán v roce 1836 a dnes je rozlišováno několik jeho druhů. Původně byl nesprávně rekonstruován jako savec podobný současným losům.